# Trentepohlia tatei
Trentepohlia tatei är en tvåvingeart som beskrevs av Alexander 1960. Trentepohlia tatei ingår i släktet Trentepohlia och familjen småharkrankar. Inga underarter finns listade i Catalogue of Life.